# Nevados S
Nevados S (né le 23 février 2008) est un cheval de sport polonais, champion du monde des chevaux de saut d'obstacles de 7 ans en 2015, champion d’Europe par équipe à Rotterdam et médaille de bronze de la discipline par équipe à Tokyo en 2021. Il est monté par le cavalier belge Grégory Wathelet.
Peu populaire auprès du public des compétitions de saut d'obstacles, il dispose pourtant d'un excellent palmarès. Il est aussi reproducteur. 

## Histoire
Nevados S naît au haras de Stanislaw Szurik à Liszkowo, en Pologne, le 23 février 2008,. Son éleveur est l'une des grandes figures de l'élevage des chevaux de sport en Pologne, et l'un des premiers à avoir adopté des techniques d'insémination artificielle.
Nevados S se fait remarquer très tôt, puisqu'il remporte deux fois le titre suprême national polonais des jeunes chevaux de saut d'obstacles à l'âge de 4 et 5 ans, soit en 2012 et 2013, faisant tomber le record national de notation en 2012,. Il est alors monté par Przemyslaw Konopacki, et propriété de la Makrum Jumping Team.
En 2014, âgé de 6 ans, il est confié au cavalier belge Grégory Wathelet,. Son nouveau propriétaire souhaite initialement que Nevados devienne la monture d'un de ses fils aux jeux Olympiques. 
Nevados et Wathelet remportent le championnat du monde des chevaux d'obstacle de 7 ans à Lanaken en 2015, sur des obstacles hauts de 1,50 m. Cette même année, ils concourent sur le Sunshine Tour en Espagne. En 2016, ils se classent seconds du CSI**** d’Ascona (1,40 m), 3e et 5e de deux CSI** à Vilamoura, et remportent le CSI*** de Liège à 1,40 m. 
Le cheval appartient à MJT Stajnia Marcelewo et Rafal Jerzy. Wathelet a la possibilité, rare, de monter Nevados pendant toute sa carrière sportive, l'objectif de son propriétaire, conseillé par Bernard Demets, étant une participation aux JO. Cela lui permet de préserver le cheval en commençant les grosses épreuves l'année de ses 10 ans.
En 2017, le couple termine 3e du Championnat de Belgique. Durant la saison 2017-2018 de la coupe du monde de saut d'obstacles, leur équipe finit 3e, et ils ne reçoivent que 4 points de pénalité sur l'ensemble des épreuves. Leur première grosse victoire est au Grand Prix 4* de Liège en 2018. 
Il participe aux Jeux olympiques d'été de 2020 à Tokyo (reportés en 2021), où il décroche une médaille de bronze par équipes avec Wathelet et l'équipe belge. En individuel, il fait tomber une barre et a donc 4 points de pénalités. Cette même année, il remporte le Grand Prix du CSI5* de Valkenswaard, après avoir signé l'un des quatre parcours sans faute en prenant de nombreux risques ; le journaliste Sébastien Roullier déclare dans Grand Prix magazine qu'il s'agit de la plus belle victoire de sa carrière.
Durant l'été 2022, il affiche une bonne forme avant sa participation au Championnat du monde de saut d'obstacles à Herning.
Début 2023, il est mis au repos après le CSI5* de Prague. Il est préservé en vue d'une participation aux Jeux olympiques d'été de 2024 à Paris, durant lesquels il sera âgé de 16 ans,.

## Description

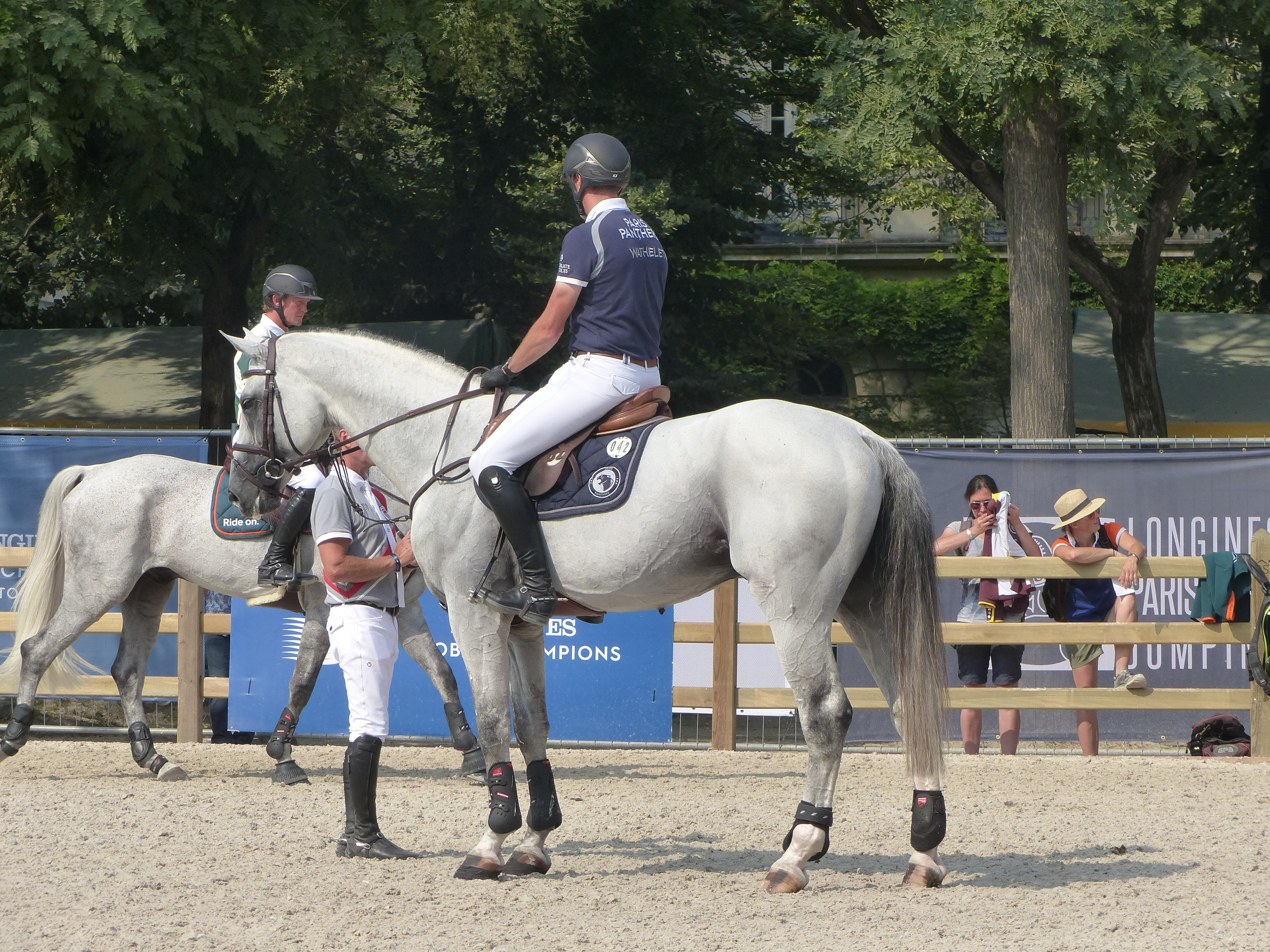
Nevados S monté par Wathelet en 2018.

Nevados S est un étalon gris, mesurant 1,68 m ou 1,71 m. Il est réputé très souple, et dispose d'une excellente locomotion,.
Il est inscrit au stud-book des chevaux de sport polonais, ce qui le rend atypique dans le milieu des chevaux de saut d'obstacles de haut niveau. Son tempérament est plutôt discret, avec un style en piste très classique. Wathelet le décrit comme un cheval « facile à gérer », de tempérament simple et constant, mais qui peut s'inquiéter dans les environnements nouveaux.

## Palmarès
Malgré son excellent palmarès, Nevados S est peu populaire auprès du public des concours de saut d'obstacles.
- juin 2018 : 2e du Grand Prix Global Champions Tour de Cascais[16]
- juillet 2018 : 3e du CSI5* d'Hickstead[16]
- novembre 2018 : vainqueur du Grand Prix (1,60 m) du CSI4* de Liège[16]
- mars 2019 : 6e du Grand Prix (1,60 m) du Saut Hermès[16]

## Origines
Nevados S est un fils de l'étalon Zangersheide Calvados Z et de la jument polonaise Nestia S, par Romualdo. Cette jument élevée à Liszkowo provient de la lignée 930 du Holsteiner et de souches KWPN.

## Descendance
Les premiers poulains de Nevados S sont nés en Pologne en 2015. Il est approuvé à la reproduction en Anglo-européen depuis 2014, et en Selle français depuis 2016.  Il l'est également en Wielkopolski, BWP, Cheval de sport polonais (son stud-book de naissance), Holsteiner, Hanovrien et Oldenbourg.